# یهودیت مخفی

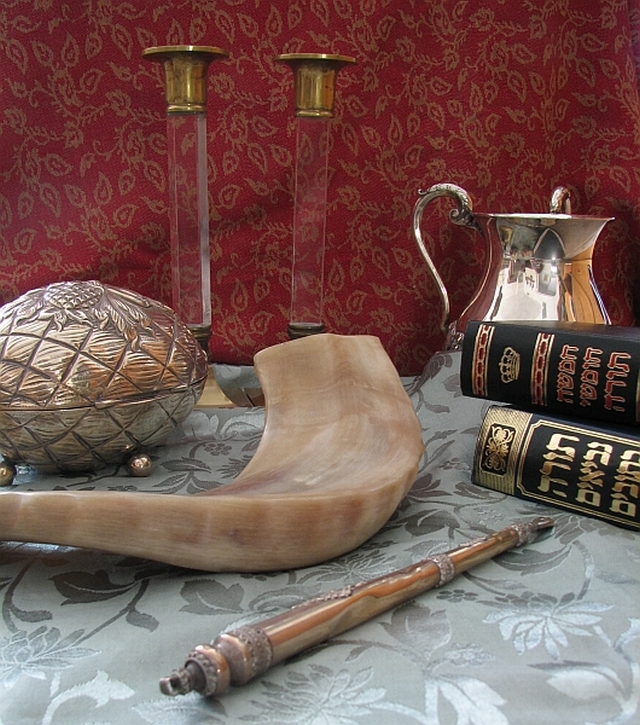
مجموعه یهودایکا (از بالا در جهت ساعتگرد): شمعدان برای شبات، یک فنجان برای آیین شستن دست، یک چوماش و یک تَنَخ، یک اشاره‌گر تورات، یک شوفار، و یک جعبه اتروگ.

یهودیت مخفی پایبندی مخفیانه به یهودیت در عین ادعا کردن علنی ایمان به مذهبی دیگر است.
این لفظ به‌طور خاص از نظر تاریخی به یهودیان اروپایی که ادعای کاتولیک بودن می‌کردند گفته می‌شد که به عنوان آنوسی یا مارانو هم شناخته می‌شدند.